# Veronika Sexl

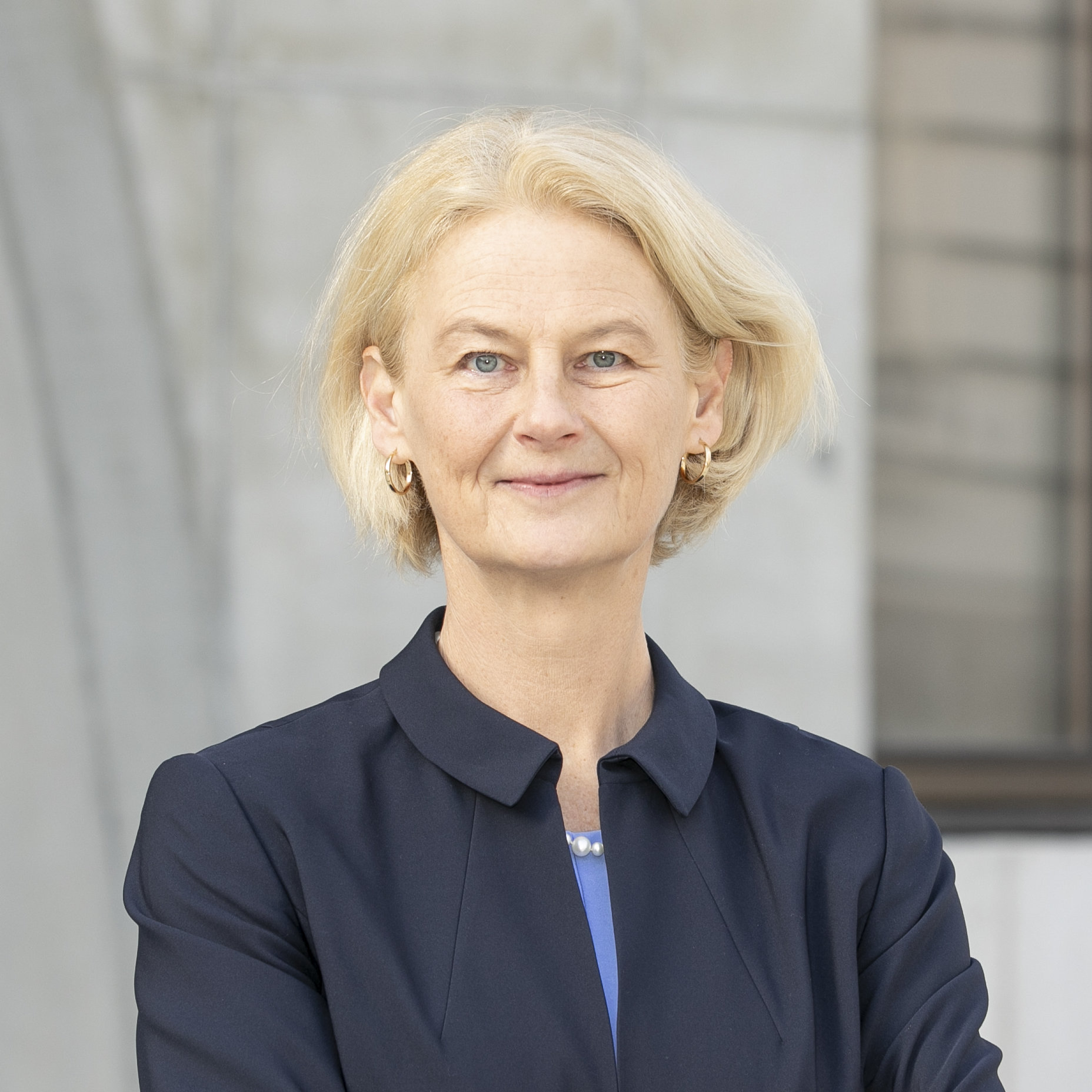
Veronika Sexl (2023)

Veronika Sexl (* 27. Februar 1966 in Wien) ist eine österreichische Pharmakologin und Toxikologin. Von 2010 bis 2023 leitete sie das Institut für Pharmakologie und Toxikologie an der Veterinärmedizinischen Universität Wien. Seit 1. März 2023 ist sie Rektorin der Universität Innsbruck.

## Leben
Veronika Sexl studierte ab 1984 an der Universität Wien Medizin, das Studium schloss sie 1992 als Doktor der Medizin ab. Anschließend war sie dort bis 1996 Assistentin am Institut für Pharmakologie. Forschungsaufenthalte führten sie an das Fred Hutchinson Cancer Research Center in Seattle, USA und an das St. Jude Children’s Research Hospital in Memphis im US-Bundesstaat Tennessee.
2001 erhielt sie die Venia Docendi und wurde außerordentliche Professorin für Pharmakologie und Toxikologie, 2002 wurde sie auf diesem Gebiet Fachärztin. An der 2004 aus der Universität Wien ausgegliederten Medizinischen Universität Wien wurde sie 2007 Professorin und an der Veterinärmedizinischen Universität Wien (VetmedUni) 2010 Institutsleiterin. Von 2016 bis 2020 fungierte sie als Senatsvorsitzende der VetmedUni. Am 5. Juli 2022 wurde sie vom Universitätsrat der Universität Innsbruck als Nachfolgerin von Tilmann Märk zur Rektorin der Universität Innsbruck für eine vierjährige Funktionsperiode ab dem 1. März 2023 gewählt. Anfang September 2024 wurde Sexl zur Stellvertreterin der Vorsitzenden der Tiroler Hochschulkonferenz, Regine Mathies, ernannt.
Im Mai 2025 wurde sie zur Präsidentin des Europäischen Universitätsnetzwerks Aurora gewählt.
In ihrer wissenschaftlichen Arbeit beschäftigt sie sich unter anderem mit der Krebsforschung mit Schwerpunkt auf Leukämien. Sie erhielt einen Advanced Grant des European Research Councils (ERC), um neue Möglichkeiten der Krebstherapie mit Hilfe des Enzyms CDK6 aufzuzeigen.

## Auszeichnungen (Auswahl)
- 2004: Theodor-Billroth-Preis der Ärztekammer für Wien[1][9]
- 2005: Novartis-Preis für Medizin
- 2006: Alois-Sonnleitner-Preis der Österreichischen Akademie der Wissenschaften (ÖAW)
- 2017: Preis der Stadt Wien für Medizinische Wissenschaften[10]
- 2021: Wirkliches Mitglied der mathematisch-naturwissenschaftlichen Klasse der Österreichischen Akademie der Wissenschaften[9]
- 2023: Kardinal-Innitzer-Preis (Würdigungspreis)[11][12]
- 2025: Aufnahme in die Leopoldina – Nationale Akademie der Wissenschaften in Deutschland.[13]